# Bruce Millan

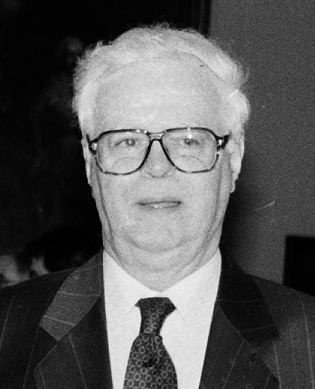
Bruce Millan (1992)

Bruce Millan (* 5. Oktober 1927 in Dundee; † 21. Februar 2013 in Glasgow) war ein schottischer Politiker der Labour-Partei.
1959 bis 1988 war er Mitglied des britischen Parlaments. In der Regierung James Callaghan diente er von 1976 bis 1979 als Schottlandminister. Als er das Parlament 1988 verließ, wurde Jim Sillars der Schottischen Nationalpartei sein Nachfolger.
1989 wurde er europäischer Kommissar für Regionalpolitik und Kohäsion, was er bis 1995 blieb.